# Argyrokopeion
L'argyrokopeion (in greco antico: ἀργυροκοπεῖον?, argyrokopêion) era la zecca dell'antica Atene; con lo stesso nome veniva designata la zecca delle altre città dell'antica Grecia.
Il termine ἀργυροκοπεῖον, oltre ad indicare una zecca monetale, è spesso attestato nel significato di bottega di argentiere, cioè luogo dove si fondevano e purificavano i metalli: oltre alle monete si fabbricavano vasi, tripodi, lebeti e armi. Allo stesso modo il termine ἀργυροκόπος, oltre ad indicare colui che lavorava in una zecca, è spesso attestato (soprattutto in testi cristiani) col significato di argentiere.
L'argyrokopeion di Atene fu costruito probabilmente alla fine del V secolo a.C., durante la guerra del Peloponneso, e rimase in uso fino alla fine del I secolo a.C. o, forse, fino alla sua distruzione da parte degli Eruli nel 267. Gli scavi del 1950 e del 1978 hanno permesso di stabilire che nell'edificio di sei stanze, di 27 m x 29 m, si trovavano delle fornaci per la fusione del bronzo (non dell'argento, il metallo usato più di frequente dagli Ateniesi per coniare le loro monete); sono stati infatti rinvenuti tondelli di bronzo non coniato. Le prime monete ateniesi di bronzo, però, risalgono alla seconda metà del III secolo a.C.
Nel 1986, per spiegare la discrepanza tra la data di costruzione della zecca e quella delle prime monete in bronzo, John Cump propose che l'edificio fosse una fonderia destinata alla produzione di oggetti in bronzo di varia natura utili allo Stato. Il significato più frequente di ἀργυροκοπεῖον, "bottega di argentiere" (non solo una zecca), conferma questa teoria.

## Ubicazione
Nell'Ottocento si collocava l'argyrokopeion nei pressi di un heroon in onore dell'eroe Stefaneforo dove erano tenuti i pesi standard di ogni moneta, come presso il tempio di Giunone Moneta a Roma.
Attualmente gli studiosi sono concordi nel collocare l'argyrokopeion nell'angolo sud-est dell'agorà di Atene (un'area con "funzione commerciale a carattere ufficiale"), fra la stoà meridionale a ovest e la via panatenaica a est.